# József (Jákob fia)
József (héberül: יוֹסֵף, Jôsef) bibliai szereplő, Jákob és Ráhel idősebbik fia. Története a Teremtés könyvében olvasható.

## Élete

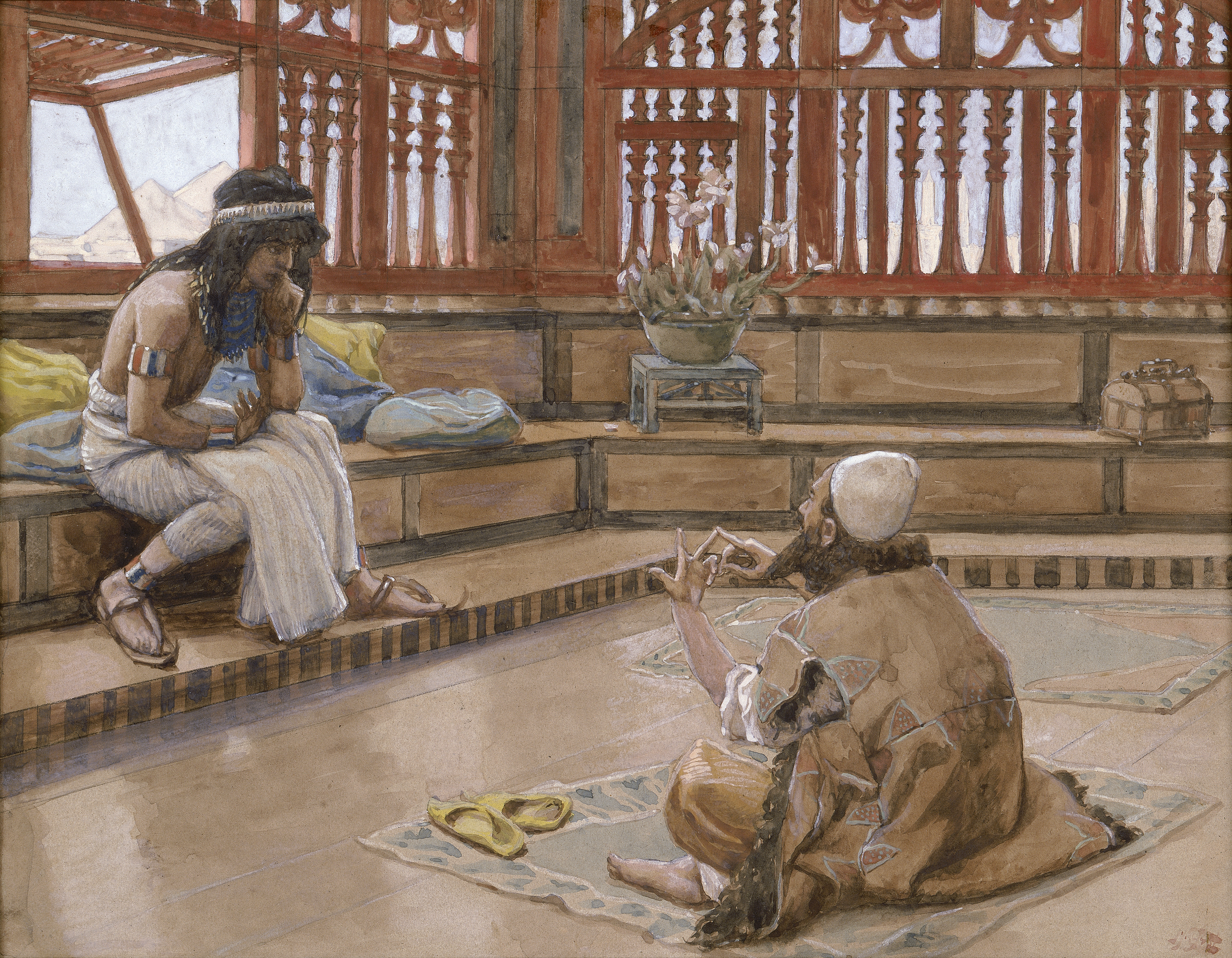
James Tissot: József Egyiptomban, a bátyjával, Júdával beszélget

Az ószövetségi történet szerint - mivel ő volt apja kedvenc fia - féltestvérei irigységből eladták rabszolgának. József álmokat látott, amikben testvérei leborultak előtte. Egyiptomba került, ahol a fáraó főemberének, a testőrök parancsnokának, Potifárnak a szolgája lett. Jó viszonyba került gazdájával. Gazdájának felesége megpróbálta több ízben elcsábítani. Potifárt eunuchként említik gyakran, ami azt is jelentheti, hogy feleségével nem volt képes nemi életre, ezért is kívánkozott az asszony a szép megjelenésű József után. József ellenállt neki, egyrészt mert vallása tiltotta a házasságtörés bármilyen formáját, másrészt hűséges volt Potifárhoz. Erre a dühös feleség megvádolta, hogy József megpróbálta megerőszakolni. Potifár börtönbe vetette Józsefet. Ez a motívum egy, a korabeli világban rendkívül elterjedt mítosz, az Asertu és Baál (hettita Aszerdusz és a Viharisten, ugariti Atirat és Baál, föníciai Asera és Baál). Az istennő neve összevethető József feleségének nevével, Aszenáthhal.

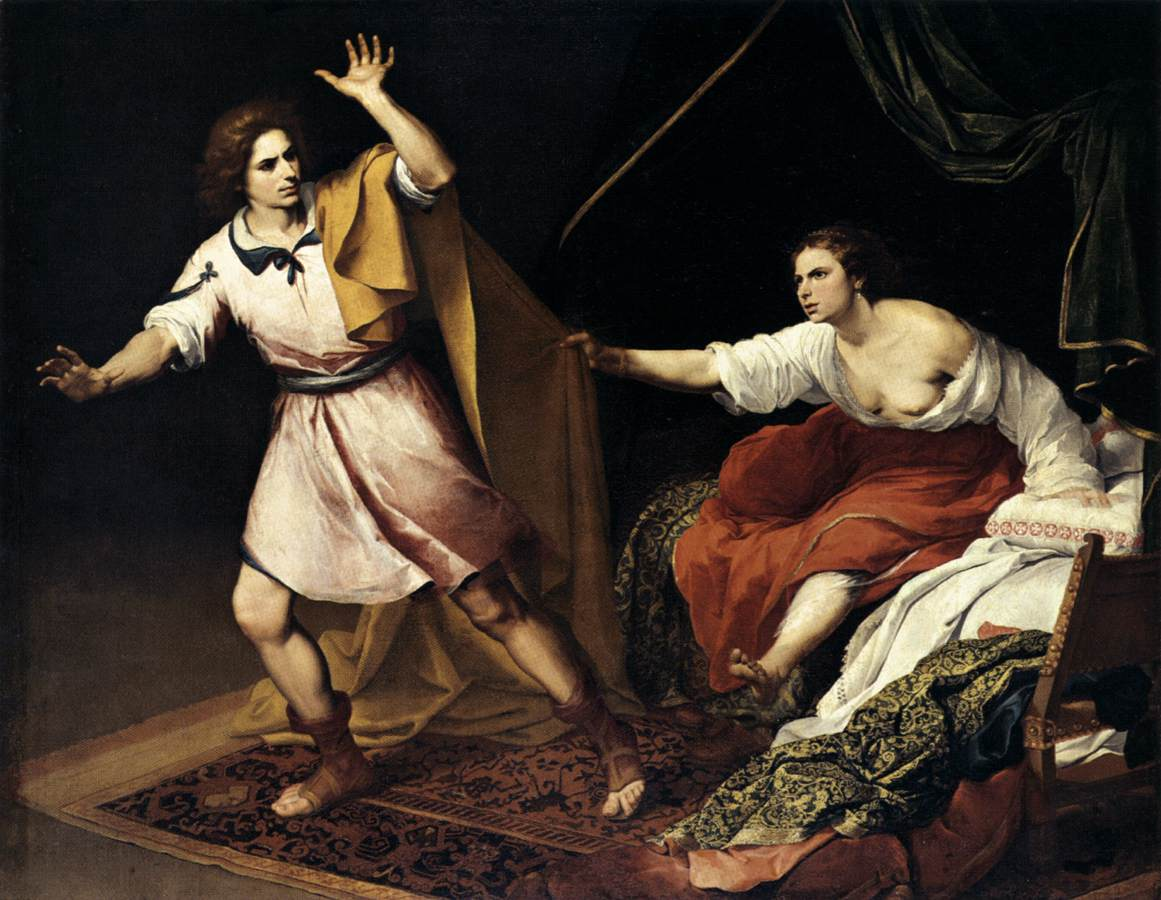
Bartolome Esteban Murillo: József és Potifár felesége

József börtönbe került, ahol megfejtette két rab álmát: az egyikre kivégzés várt, a másikat szabadon bocsátották. Az egyik a fáraó pékmestere, a másik a fáraó főpohárnoka volt. Mikor ez bekövetkezett, József arra kérte a főpohárnokot, hogy ne felejtse el megemlíteni ezt a fáraónak. A pohárnoknak mégis kiment a fejéből, és csak két év múlva emlékezett vissza, mikor a fáraónak különös álmai voltak. A pohárnok javaslatára a fáraó hívta Józsefet, hogy fejtse meg álmát, amely így hangzott: A Nílusból hét szép, jól táplált tehén lépett elő, és legelészett az ártéren. Majd felbukkant hét satnya, vézna tehén, amelyek elnyelték a kövéreket, de éppoly hitvány jószágok maradtak. A másik álomban a fáraó hét bőtermő kalászt látott, amit viszont elnyelt hét aszott kalász, de azok is éppoly hitványak maradtak. József elmagyarázta, hogy a két álom ugyanazt takarja, és a jövendőt mondja a fáraónak: A hét hízott tehén és hét bő kalász hét bő esztendő, míg a hét girhes tehén és hét satnya kalász hét szűk esztendő Egyiptom földjén. Nem szabad hát fecsérelni a javakat, hanem raktározni kell, hogy legyen elég az ínség idejére. A fáraó és főemberei elcsodálkoztak a megfejtésen, és megtetszett nekik József bölcsessége, s megnyerő megjelenése, ezért a fáraó országa helytartójává tette, s átadta neki pecsétgyűrűjét és aranyláncát. Majd megparancsolta az embereknek, hogy fogadjanak szót Józsefnek.
Így Egyiptom élelmet tudott raktározni József vezetésével, és mikor az egész térségben bekövetkezett az éhínség, József apja és testvérei is a családjaikkal együtt Egyiptomba vándoroltak, hogy ne haljanak éhen. Jákob leszármazottaiból - a Biblia alapján - később rabszolgák lettek, és végül Mózes vezetésével hagyták el az országot.
A fáraó Józsefnek a héber neve helyett a Czafenát-Pahneákh egyiptomi nevet adományozta, aminek jelentése: élők eledele, élet kenyere, kenyérosztó. Felesége Aszenáth volt, Ré héliopoliszi főpapjának lánya; két fiuk, Efraim és Manassze két zsidó törzs ősatyja lett. József története szerepel a Koránban is.
József 30 évesen jutott nagy hatalomhoz Egyiptomban, és 110 éves koráig élt, valószínűleg Kr. e. 1750 - 1600 között halt meg. Halála után testét bebalzsamozták, amelyet később a zsidók, Egyiptomból való kivonulásuk idején magukkal vittek, és végül a kánaáni Szikem közelében temették el.

## Érdekességek
- A középkorban úgy hitték, hogy a gízai piramisokat József építtette, azok voltak a magtárak a hét szűk esztendő idején.[10]